# Bolechovice
Bolechovice (německy Bolechowitz) jsou vesnice, část města Sedlec-Prčice v okrese Příbram ve Středočeském kraji. Leží přibližně sedm kilometrů jihovýchodně od Sedlčan. Leží na katastrálním území Bolechovice I, na němž se nachází i místní část Vozerovice. Naproti tomu katastrální území Bolechovice II, ve kterém leží osada Dolce, je součástí obce Jesenice.

## Historie
První písemná zmínka o vesnici pochází z roku 1381. Roku 1775 zde nechal tehdejší bolechovický majitel Jan Karvínský z Karvíně postavit zámek. Ten stojí uprostřed bývalého poplužního dvora. Jde o jednopatrovou rokokovou budovu, přední křídlo má střední rizalit a trojúhelníkový štít v hlavním průčelí. Nad vstupním portálem je kartuše s erbem Tomáše Popovského ze Šarfenbachu. Zadní neslohové obytné křídlo bylo přistavěno patrně v 19. století. Na počátku druhé poloviny 18. století Karvínský založil ve dvoře tohoto zámku pivovar. Na přelomu 19. a 20. století zřídil Oskar Mautner, tehdejší majitel velkostatku, v místě pivovaru lihovar, který později rovněž zanikl.

### Vznik a nejstarší dějiny
Na jižním svahu kopce Dvořáčku sedleckého údolí upoutávajícího svým kráterovým tvarem a místním mikroklimatem, připomínající tyrolský Meran, leží obec Bolechovice. Údolí je osídleno od pravěku, což dosvědčují nálezy úlomků keramiky a blízké megalitické objekty. Tvrz stávala asi přibližně v místech dnešního zámku, nasvědčují tomu zbytky příkopu a destrukcí na jižní straně parku. Též mocné zdi sousedícího objektu u zámku tzv. myslivny, a do skály vysekaná 11,5 metru hluboká studna středověkého původu. První známá zmínka o vsi pochází z roku 1381, kdy umírá Markvart z Bolechovic, který byl pánem místní středověké tvrze. Dalšími pány tvrze jsou v roce 1423 Vykéř (Wicher) z Bolechovic bojující proti Táborům, v letech 1448–1450 Jindřich (Heinrich) z Bolechovic bojujícího na straně krále Jiříka Poděbradského při dobývání Prahy roku 1450, který se stal roku 1473 purkrabím na Hluboké, v roce 1537 Jan Žehart z Nasavrk, v roce 1539 rod Snětských, v letech 1590–1622 rod Bedřichovských z Lomné, roku 1620 byl pro účast Mikuláše Měděnce na protihabsburském povstání neoprávněně zabaven majetek manželce Kateřině Měděncové z Vesce, která se odboje jako katolička neúčastnila. Měděnec se uchýlil do Tábora, kde zemřel. Vdova se domohla zpět svých práv až v roce 1623 a prodala majetek pobělohorskému dráči Zdeňku Lvu Libštejnskému z Kolowrat. Po připojení panství k Uhřicům tvrz pustne. Na krátkou dobu se ocitají Bolechovice v majetku knížat Lobkowitzů v rámci jejich vysokochlumeckého dominia roku 1637. Okolo roku 1690 patří panství Janu Jiřímu Radeckému z Radče. Panství pak zdědila vdova Anna Lidmila roz. Vratislavka z Mitrovic, provdaná za hraběte von Clary. V roce 1704 získává panství Tomáš Popovský ze Charfenbachu, který si zde postavil do roku 1716 soukromé sídlo.

### Pozdně barokní zámek

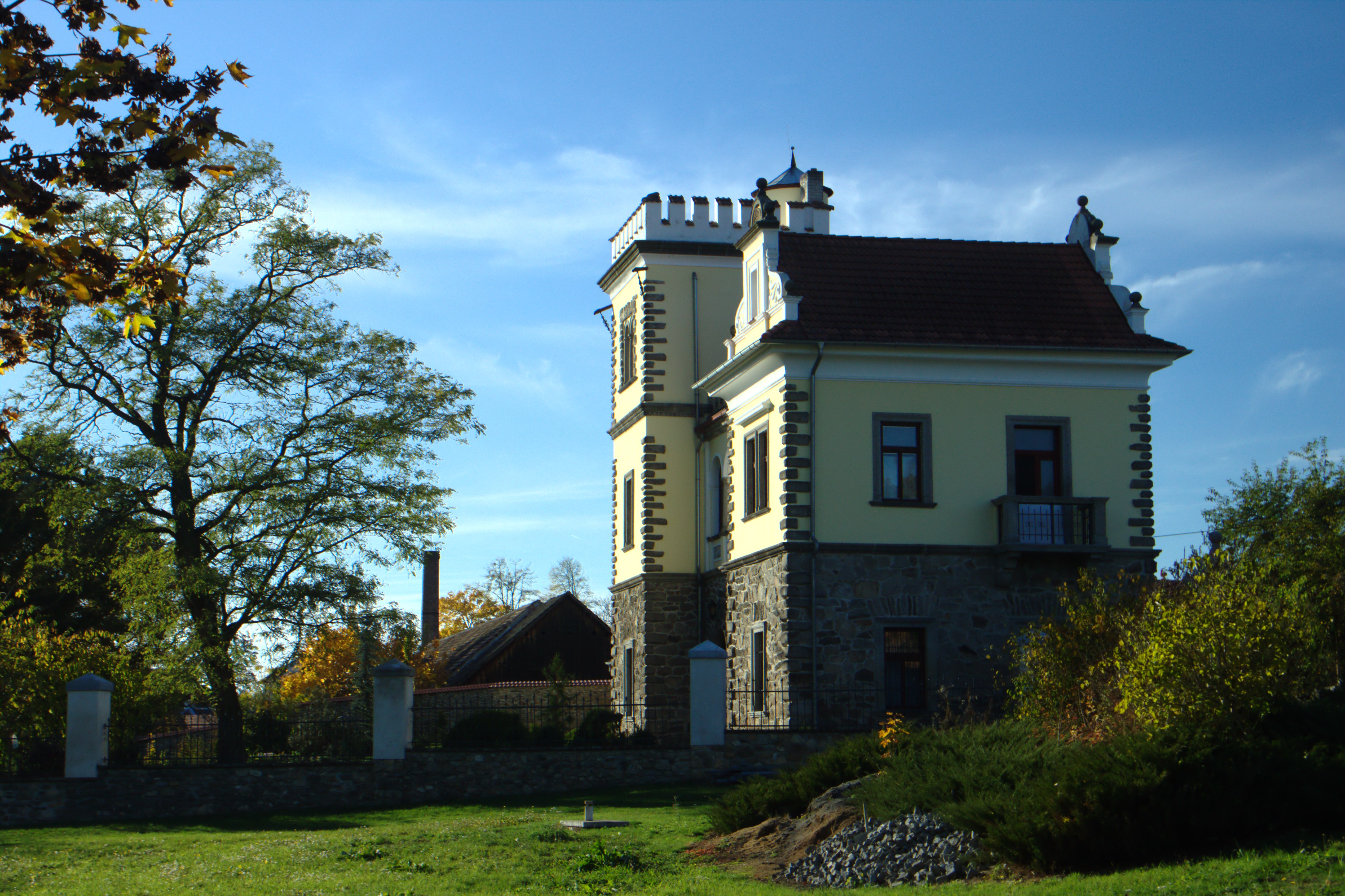
Neorenesanční dům pro hosty v areálu bolechovického zámku

Okolo roku 1770 pravděpodobně architekt Matyáš Hummel na místě původní tvrze postavil pro rytíře Jana Karvinského z Karviné pozdně barokní zámek, tehdy moderního francouzského typu maison de plaisance. Základem této dispozice je v piano noeilec (první patro) hlavní sál s předsálím a po stranách symetricky situované obytné pokoje v uspořádání appartment double (dámská a pánská část). Dům je jednopatrová podélná budova o osmi okenních osách v průčelí s nevýrazným středním rizalitem završeným trojúhelníkovým štítem zdobený dvěma kamennými koulemi. Fasáda je členěna pilastrovým a lisénovým řádem a římsami v průčelí obohacena o rokajové štukové dekorace. Obdélníková okna s kamennými parapety jsou rámována štukovými ostěními, nároží jsou bosovány štukem. Nad vstupním portálem z 19. století je pískovcový znak barona Jan Wenig von Ingenheim aus Hirschhorn. S povolením pražské konsistoře v roce 1774 byla postavena roku 1775 architektem M. Hummelem pro rytíře Karvinského na východní straně zámecké zahrady kaple na půdorysu řeckého kříže, kryta mansardovou šindelem krytou střechou a zakončena dnes již kopií původní vížky se zvonkem z 19. století. Jednoduchá fasáda je dělena rámy a velká okna jsou rámována dekorativním štukem. Nad vstupním portálkem je pískovcový alianční znak stavebníka Karvinského a jeho manželky Haugvicovny z Biskupic. Nad oknem srdeční štítek z erbu barona von Ingenheim. Vnitřek kaple je sklenut bedněnou klenbou, na níž je technikou fresca secca namalován starozákonní výjev Bůh se zjevuje Mojžíši v keři ohnivém. Rokoková kazatelna je pozdějšího původu. V roce 2009 byla u kaple provedena oprava krovu a výměna šindele. Dne 19. května 1776 zemřel ve svých 46 letech rytíř Karvinský a byl pohřben zde v kapli. Kaple je zasvěcena svatému Janu Nepomuckému.

### Novodobé dějiny

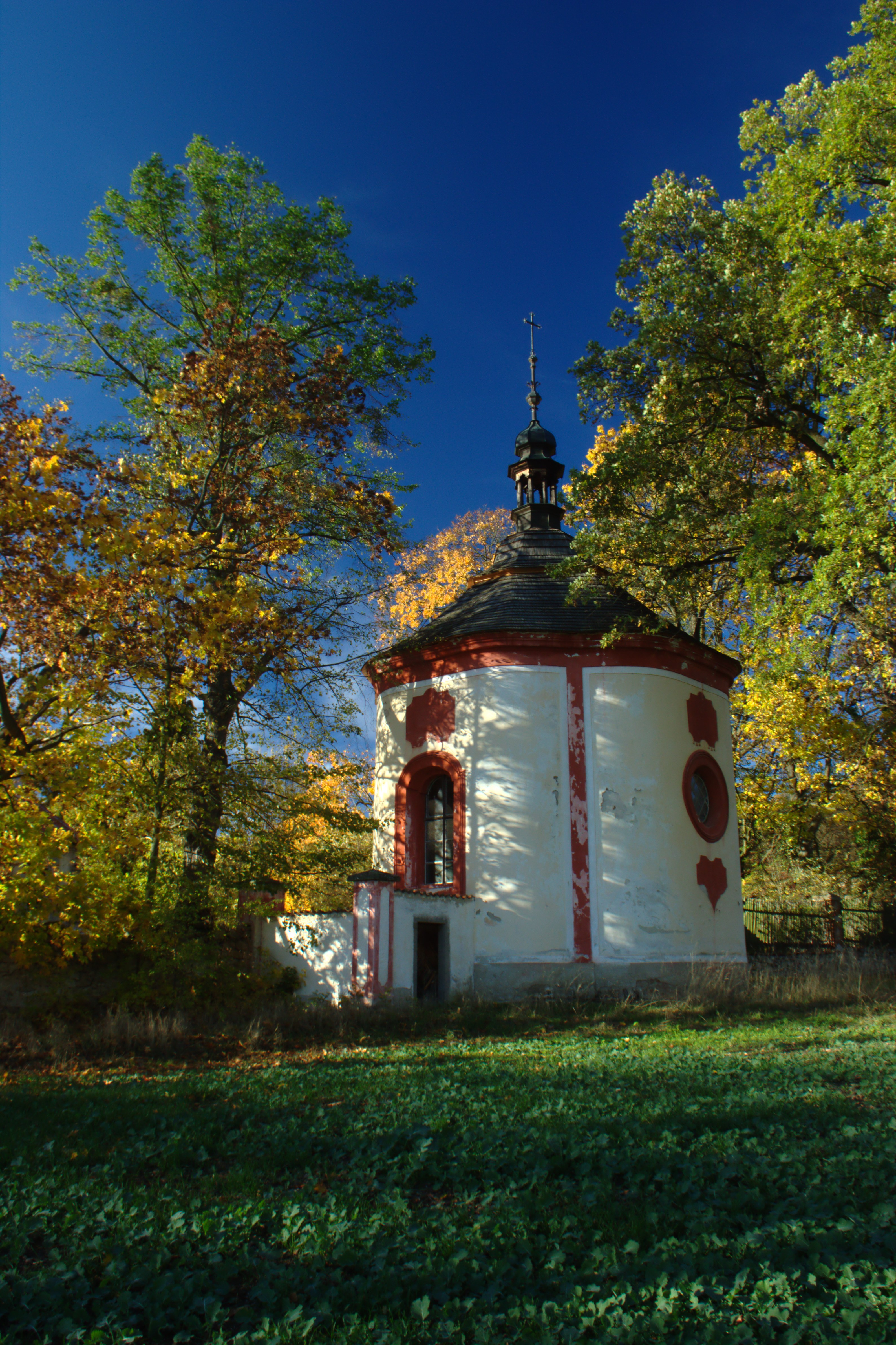
Kaple sv. Jana Nepomuckého v Bolechovicích u zámku

Zámek v 18. až 20. století měnil velmi často své majitele. Do historie panství významněji vstupuje až v roce 1882 císařský rada Emanuel Kallberg, velkoobchodník s chmelem a držitel zámku Radič, který přistavěl k zámku zadní křídlo s vápencovým schodištěm, neseným masivním zděným válcovým sloupem. Slohově byla přístavba začleněna k zámku, tak jako i pozdější drobný přístavek s toaletami. Od té doby pozdně barokní zámek nabyl současné podoby. Koncem 19. století (1889–1890) Emanuel Kallberg ještě postavil na severní straně zámecké zahrady depandance pro hosty ve stylu italizující vily. K zámku také patřil soubor staveb bývalého velkostatku různého stáří. Velkostatek obnášel 192 ha, z toho 77 ha lesa. Bývalý pivovar byl založen okolo roku 1780, později přestavěn na lihovar, výroba zanikla, ale zůstal v areálu objekt s charakteristickým komínem. Před zámkem je zámecký rybník, který pravděpodobně již sloužil v době tvrze. U zámku je na ploše 0,8 ha park založený asi v polovině 18. století a je rozdělený na několik částí. Cennější parkové dřeviny byly již osázeny současnými vlastníky, nachází se zde vistárie čínská, jinan dvoulaločný, jilm habrolistý zlatožlutý, vilín virginský a jiné. V parku je několik kopií drobných plastik M. B. Brauna. Na společné ose zámku a kaple je i přímá cesta alejí starých dubů směřující na východ k bažantnici, která bývala parkově upravena. Bažantnice je souvislý les o výměře 2,4 ha, se dvěma rybníčky, jemuž vyniká obrovský dub, v jehož kůře jsou patrny heraldické řezby. Zámek je v soukromém vlastnictví a není přístupný veřejnosti. Jednou ročně je zpřístupňována veřejnosti zámecká kaple a na oslavu svatého Jana Nepomuckého je zde konána mše.

## Obyvatelstvo
V roce 2011 zde trvale žilo 52 obyvatel.
| Rok            | 1869 | 1880 | 1890 | 1900 | 1910 | 1921 | 1930 | 1950 | 1961 | 1970 | 1980 | 1991 | 2001 | 2011 | 2021 |
| -------------- | ---- | ---- | ---- | ---- | ---- | ---- | ---- | ---- | ---- | ---- | ---- | ---- | ---- | ---- | ---- |
| Počet obyvatel | 263  | 231  | 198  | 182  | 162  | 196  | 146  | 123  | 90   | 88   | 77   | 43   | 43   | 52   | 51   |
| Počet domů     | 35   | 27   | 24   | 21   | 26   | 21   | 24   | 34   | 34   | 26   | 21   | 24   | 26   | 30   | 32   |

## Obecní správa
Při sčítání lidu v letech 1850–1929 Bolechovice byly osadou obce Nedrahovice v okrese Sedlčany. V letech 1930–1960 byly osadou obce Jesenice v okrese Sedlčany. Od 12. června 1960 do 31. prosince 1979 byly částí obce Divišovice v okrese Benešov. Od 1. ledna 1980 jsou částí města Sedlec-Prčice v okrese Benešov. Od 1. ledna 2007 vesnice přešla spolu s městem Sedlec-Prčice z okresu Benešov do okresu Příbram.

## Pamětihodnosti
- Zámek Bolechovice
- Výklenková kaplička